# Kyle Okposo
Kyle Henry Erovre Okposo, född 16 april 1988 i Saint Paul i Minnesota, är en amerikansk professionell ishockeyforward med nigerianskt påbrå som spelar för Buffalo Sabres i National Hockey League (NHL).
Han har tidigare spelat för New York Islanders i NHL; Bridgeport Sound Tigers i American Hockey League (AHL); Minnesota Golden Gophers i National Collegiate Athletic Association (NCAA) samt Des Moines Buccaneers i United States Hockey League (USHL).
Okposo blev draftad av New York Islanders i första rundan i 2006 års NHL-draft som sjunde spelare totalt.

## Statistik
| 2002–2003   | Shattuck St. Mary's Sabres U14 |             | 75  | 75  | 101 | 176 | 104 | —  | — | —  | —  | —  |
| 2003–2004   | Shattuck St. Mary's Sabres U18 |             | 71  | 46  | 53  | 99  | 46  | —  | — | —  | —  | —  |
| 2004–2005   | Shattuck St. Mary's Sabres U18 |             | 65  | 47  | 45  | 92  | 72  | —  | — | —  | —  | —  |
| 2005–2006   | Des Moines Buccaneers          | USHL        | 50  | 27  | 31  | 58  | 56  | 11 | 5 | 11 | 16 | 8  |
| 2006–2007   | Minnesota Golden Gophers       | NCAA        | 40  | 19  | 21  | 40  | 34  | —  | — | —  | —  | —  |
| 2007–2008   | New York Islanders             | NHL         | 9   | 2   | 3   | 5   | 2   | —  | — | —  | —  | —  |
|             | Minnesota Golden Gophers       | NCAA        | 18  | 7   | 4   | 11  | 6   | —  | — | —  | —  | —  |
|             | Bridgeport Sound Tigers        | AHL         | 35  | 9   | 19  | 28  | 12  | —  | — | —  | —  | —  |
| 2008–2009   | New York Islanders             | NHL         | 65  | 18  | 21  | 39  | 36  | —  | — | —  | —  | —  |
|             | Bridgeport Sound Tigers        | AHL         | —   | —   | —   | —   | —   | 2  | 1 | 0  | 1  | 2  |
| 2009–2010   | New York Islanders             | NHL         | 80  | 19  | 33  | 52  | 34  | —  | — | —  | —  | —  |
| 2010–2011   | New York Islanders             | NHL         | 38  | 5   | 15  | 20  | 40  | —  | — | —  | —  | —  |
| 2011–2012   | New York Islanders             | NHL         | 79  | 24  | 21  | 45  | 46  | —  | — | —  | —  | —  |
| 2012–2013   | New York Islanders             | NHL         | 48  | 4   | 20  | 24  | 38  | 6  | 3 | 1  | 4  | 5  |
| 2013–2014   | New York Islanders             | NHL         | 71  | 27  | 42  | 69  | 51  | —  | — | —  | —  | —  |
| 2014–2015   | New York Islanders             | NHL         | 60  | 18  | 33  | 51  | 12  | 7  | 2 | 1  | 3  | 2  |
| 2015–2016   | New York Islanders             | NHL         | 79  | 22  | 42  | 64  | 51  | 11 | 2 | 6  | 8  | 4  |
| 2016–2017   | Buffalo Sabres                 | NHL         | 65  | 19  | 26  | 45  | 24  | —  | — | —  | —  | —  |
| 2017–2018   | Buffalo Sabres                 | NHL         | 76  | 15  | 29  | 44  | 40  | —  | — | —  | —  | —  |
| 2018–2019   | Buffalo Sabres                 | NHL         | 78  | 14  | 15  | 29  | 41  | —  | — | —  | —  | —  |
| 2019–2020   | Buffalo Sabres                 | NHL         | 52  | 9   | 10  | 19  | 28  | —  | — | —  | —  | —  |
| 2020–2021   | Buffalo Sabres                 | NHL         | 35  | 2   | 11  | 13  | 0   | —  | — | —  | —  | —  |
| 2021–2022   | Buffalo Sabres                 | NHL         | 74  | 21  | 24  | 45  | 43  | —  | — | —  | —  | —  |
| 2022–2023   | Buffalo Sabres                 | NHL         | 75  | 11  | 17  | 28  | 34  | —  | — | —  | —  | —  |
| NHL totalt  | NHL totalt                     | NHL totalt  | 984 | 230 | 362 | 592 | 520 | 24 | 7 | 8  | 15 | 11 |
| NCAA totalt | NCAA totalt                    | NCAA totalt | 58  | 26  | 25  | 51  | 40  | —  | — | —  | —  | —  |

### Internationellt
| Källa: Uppdaterad: 2023-01-28 | Källa: Uppdaterad: 2023-01-28 | Källa: Uppdaterad: 2023-01-28 |         | Utv = Utvisningsminuter | Utv = Utvisningsminuter | Utv = Utvisningsminuter | Utv = Utvisningsminuter | Utv = Utvisningsminuter |
| År                            | Lag                           | Mästerskap                    | Matcher | Mål                     | Assists                 | Poäng                   | Utv                     |                         |
| ----------------------------- | ----------------------------- | ----------------------------- | ------- | ----------------------- | ----------------------- | ----------------------- | ----------------------- | ----------------------- |
| 2005                          | USA                           | U-18 JWC                      | 5       | 4                       | 3                       | 7                       | 10                      |                         |
| 2007                          | USA                           | JVM                           | 7       | 0                       | 1                       | 1                       | 2                       |                         |
| 2008                          | USA                           | JVM                           | 6       | 1                       | 5                       | 6                       | 2                       |                         |
| 2009                          | USA                           | VM                            | 9       | 2                       | 3                       | 5                       | 10                      |                         |
| 2010                          | USA                           | VM                            | 6       | 1                       | 2                       | 3                       | 0                       |                         |
| 2012                          | USA                           | VM                            | 8       | 2                       | 1                       | 3                       | 0                       |                         |
| Junior totalt                 | Junior totalt                 | Junior totalt                 | 18      | 5                       | 9                       | 14                      | 14                      |                         |
| Senior totalt                 | Senior totalt                 | Senior totalt                 | 23      | 5                       | 6                       | 11                      | 10                      |                         |